# Station Chamarande
Chamarande is een station aan lijn C van het RER-netwerk gelegen in de Franse gemeente Chamarande in het departement Essonne.